# Lophornis
Genre
Statut de conservation UICN

 LC  : Préoccupation mineure
Lophornis est un genre de colibris (famille des Trochilidae) comprenant 10 espèces.

## Liste des espèces
D'après la classification de référence (version 14.1, 2024) du Congrès ornithologique international (ordre phylogénique) :
- Lophornis ornatus – Coquette huppe-col
- Lophornis gouldii – Coquette de Gould
- Lophornis magnificus – Coquette magnifique
- Lophornis brachylophus – Coquette du Guerrero
- Lophornis delattrei – Coquette de Delattre
- Lophornis stictolophus – Coquette pailletée
- Lophornis chalybeus – Coquette chalybée
- Lophornis pavoninus – Coquette paon
- Lophornis helenae – Coquette d'Hélène
- Lophornis adorabilis – Coquette adorable
- Lophornis verreauxii – Coquette de Verreaux